# Friedrich Wilhelm von Westphalen

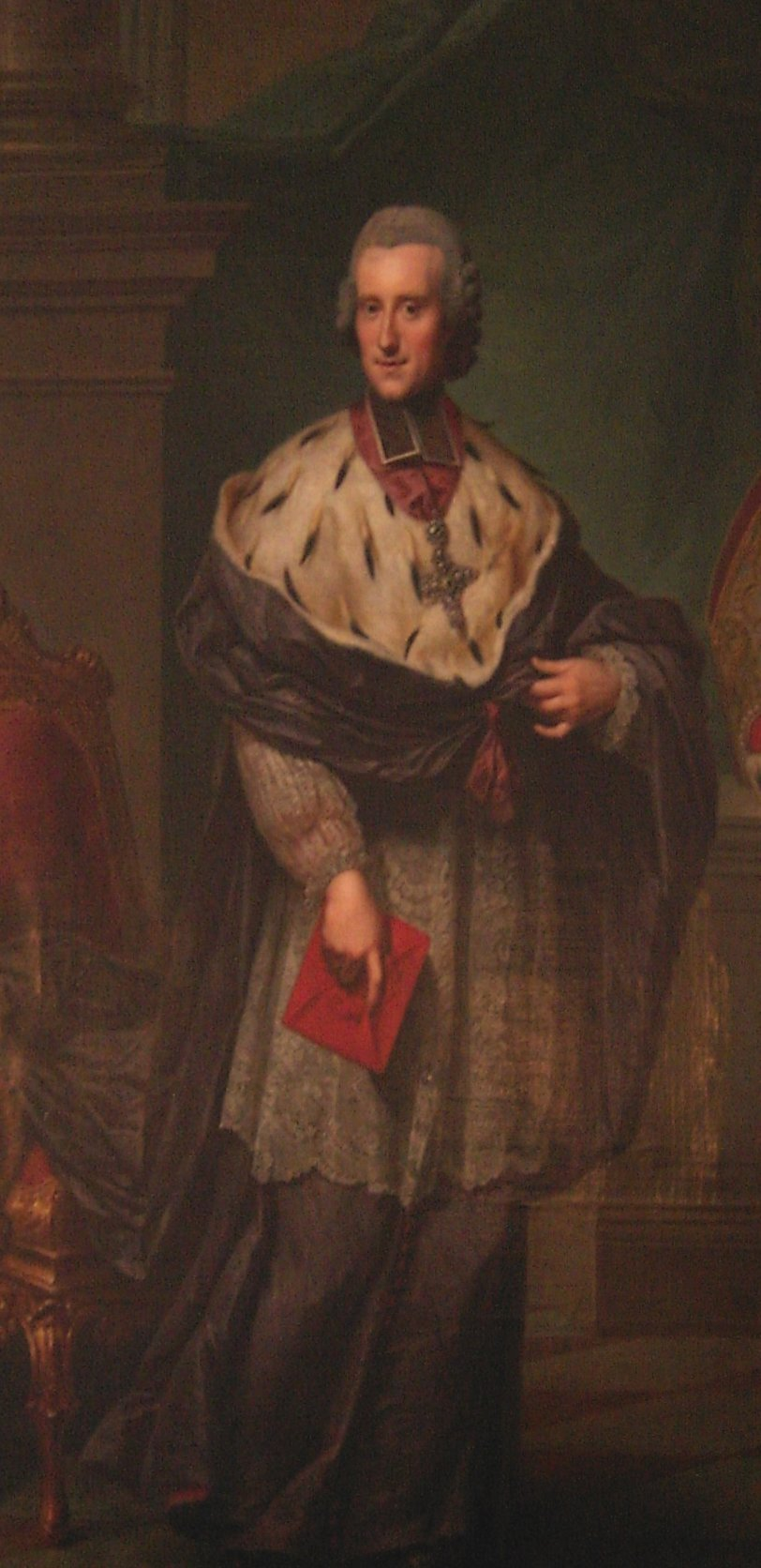
Friedrich Wilhelm von Westphalen

Friedrich Wilhelm von Westphalen (* 5. April 1727 in Paderborn; † 6. Januar 1789 in Hildesheim) war Fürstbischof von Hildesheim und Paderborn.

## Leben und Werk
Im Jahre 1755 gelangte Friedrich Wilhelm durch den Verzicht des Domherrn Ferdinand Gottfried  Droste zu Vischering in den Besitz einer Münsterschen Dompräbende. Im Paderborner Domkapitel war von Westphalen 1757 Domkellner. Am 7. Februar 1763 wurde er zum Bischof von Hildesheim gewählt und am 23. Oktober im Hildesheimer Dom durch seinen Onkel, den Paderborner Fürstbischof Wilhelm Anton von der Asseburg geweiht. Am 1. März 1773 wurde er Koadjutor mit dem Recht der Nachfolge in Paderborn. Zusätzlich wurde er 1775 zum Apostolischen Vikar des Apostolischen Vikariats des Nordens ernannt. Mit dem Tod seines Onkels am 26. Dezember 1782 wurde er Bischof von Paderborn, das er 1783 offiziell in Besitz nahm.
Der Bischof führte zahlreiche Reformen, unter anderem im Schulwesen und für die Landwirtschaft, durch. Er ließ die Burg Poppenburg in Burgstemmen umbauen. Das Palas der Burg, ehemals als Brauhaus genutzt, ließ er zu einer katholischen Kirche umgestalten. Die flachbogigen Türen des Gebäudes dokumentieren heute noch die Jahreszahl 1785 des Umbaus. Anstelle einer Burg ließ er Schloss Fürstenberg errichten. Er war zudem verantwortlich für die heutige Gestalt des Schlosses Laer.
Bischof Friedrich Wilhelm von Westphalen wurde im Hildesheimer Dom bestattet.